# لا منخفض كبير

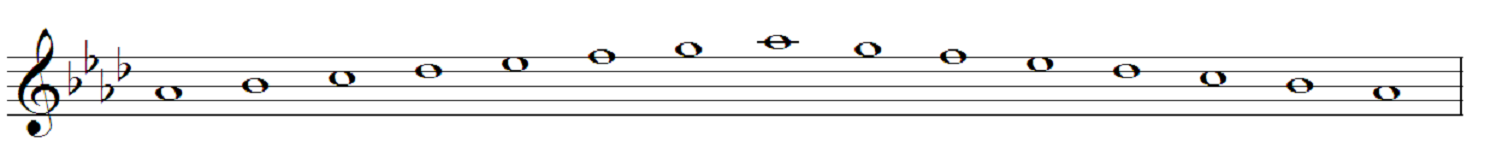
سلم لا منخفض كبير صعوداً وهبوطاً

لا منخفض كبير (A-flat major) هو سلم موسيقي كبير يتألف من الدرجات الموسيقية لا المنخفضة ♭A، سي المنخفضة ♭B، دو C، ري المنخفضة ♭D، مي المنخفضة ♭E، فا F، صول G، وينتهي بمفتاح لا المنخفضة ♭A، وذلك على الترتيب التالي من اليسار إلى اليمين:
♭A♭, B♭, C, D♭, E♭, F, G, A
يحوي سلم لا منخفض الكبير على أربع إشارات خفض، واحدة على اللا وواحدة على السي وواحدة على الري وواحدة على المي.
إن المفتاح الموسيقي القريب له على السلم الصغير هو فا صغير، أما المفتاح الموسيقى الموازي فهو لا منخفض صغير.